# (17747) 1998 BJ42
(17747) 1998 BJ24 là một tiểu hành tinh vành đai chính. Nó được phát hiện qua chương trình tiểu hành tinh Beijing Schmidt CCD ở trạm Xinglong ở tỉnh Hồ Bắc, Trung Quốc ngày 26 tháng 1 năm 1998.